# Clara Silva
Clara Silva (Montevidéu, 1905 – Montevidéu, 20 de setembro de 1976) foi uma poeta, novelista e narradora uruguaia.

## Biografia
Educada numa família ferventemente católica, foi-lhe doutrinado, tanto a ela como à sua irmã Concepción, que tinha que amar a todos sem distinções, estando bastante presente na sua obra a distinção que a autora fazia entre o amor religioso e espiritual em comparação com o amor carnal ou físico no plano terrestre. Ávida leitora desde pequena idade, o primeiro livro de poemas de Clara Silva foi La cabellera oscura, publicado em 1945, seguindo-se Memoria de la nada (1948) e Los delírios (1954).  
Apesar de publicar vários poemas durante a sua vida, Clara Silva destacou-se sobretudo como novelista, continuando a revelar as mesmas preocupações religiosas sob a forma das suas personagens, geralmente mulheres frustradas e sozinhas, angustiadas e abandonadas em antigos casarões. 
Casou-se com o crítico literário e ensaísta Alberto Zum Felde. Ambos faleceram em 1976.

## Obra

### Poesia
- La cabellera oscura (1945)
- Memoria de la nada (1948)
- Los delirios (1954)
- Las bodas (1960)
- Preludio indiano y otros poemas (1961)
- Guitarra en sombra (1964)

### Romance
- La sobreviviente (1951)
- El alma y los perros (1962)
- Aviso a la población (Editorial Alfa, Montevideo, 1964, reeditado por Arca em 1967 e pela Colecção de Clássicos Uruguaios da Biblioteca Artigas em 2009)
- Habitación testigo (1967)
- Prohibido pasar (1969)

### Crítica
- Genio y figura de Delmira Agustini (1968).

## links externos
- Clara Silva Sitio dedicado a Clara Silva em Anáforas (Biblioteca digital de autores uruguaios).